# Freccia Vallone 1994
La Freccia Vallone 1994, cinquantottesima edizione della corsa, si svolse il 20 aprile 1994 per un percorso di 205 km da Spa al muro di Huy. Fu vinta dall'italiano Moreno Argentin, al traguardo in 4h56'00" alla media di 41,554 km/h.
Dei 190 ciclisti alla partenza furono in 54 a portare a termine il percorso.
La gara fu caratterizzata dalla tripletta della squadra italiana Gewiss-Ballan. Nell'occasione, nei momenti decisivi della gara, il russo Evgenij Berzin scattò seguito poco dopo dai soli Moreno Argentin e Giorgio Furlan; per Argentin si trattò del terzo trionfo nella gara (eguagliò così il record di Eddy Merckx); si piazzò secondo Furlan e terzo, leggermente staccato, il russo.. Sulle numerose vittorie della squadra e su questa in particolare pesa però l'ombra del doping di squadra, soprattutto la somministrazione di eritropoietina, ormone regolatore della produzione di globuli rossi, con il conseguente e sospetto aumento dei valori ematocrito nel sangue degli atleti all'approssimarsi delle gare. Il giorno dopo la tripletta il quotidiano francese L'Équipe intervistò il medico della società Michele Ferrari, che respinse ogni accusa di sottoministrazione di EPO, ma disse che non ci avrebbe visto nulla di male in quanto sarebbe stato come bere dieci litri di succo d'arancia. Successivamente a quelle dichiarazioni fu licenziato dalla squadra.

## Ordine d'arrivo (Top 10)
| Pos. | Corridore            | Squadra       | Tempo    |
| ---- | -------------------- | ------------- | -------- |
| 1    | Moreno Argentin      | Gewiss-Ballan | 4h56'00" |
| 2    | Giorgio Furlan       | Gewiss-Ballan | s.t.     |
| 3    | Evgenij Berzin       | Gewiss-Ballan | a 22"    |
| 4    | Gianni Bugno         | Polti         | a 1'14"  |
| 5    | Stefano Della Santa  | Mapei-CLAS    | s.t.     |
| 6    | Francesco Casagrande | Mercatone Uno | a 1'23"  |
| 7    | Claudio Chiappucci   | Carrera       | s.t.     |
| 8    | Davide Cassani       | GB-MG Magl.   | a 1'29"  |
| 9    | Ronan Pensec         | Novemail      | a 1'35"  |
| 10   | Marco Giovannetti    | Mapei-CLAS    | a 1'39"  |